# Прощавайте, фараони!
«Прощавайте, фараони!» (рос. «Прощайте, фараоны!») — радянський художній фільм 1974 року, знятий на Одеській кіностудії. Режисерами фільму за однойменною п'єсою Олекси Коломійця виступили В'ячеслав Винник та Давид Черкаський. Фільм вийшов в прокат в УРСР у 1974 році з українським дубляжем від Одеської кіностудії.

## Сюжет
Захопленому книжкою про давньоєгипетських фараонів Миколі Тарану сниться сон, в якому на загальних зборах приймається рішення, що на всі чоловічі посади стають жінки і навпаки.

## У ролях
- Микола Сльозка
- Людмила Алфімова
- Володимир Ячмінський
- Людмила Приходько
- Михайло Крамар
- Наталя Радолицька
- Микола Шутько
- Нонна Копержинська
- Євген Коваленко
- Тамара Алексєєва
- Володимир Волков
- Ніна Матвієнко

## Творча група
- Сценарій: Олексій Коломієць
- Режисер-постановник: В'ячеслав Винник, за участю Давида Черкаського
- Оператор-постановник: Федір Сильченко
- Художник-постановник: Енріке Родрігес, за участю Радни Сахалтуєва
- Композитор: Платон Майборода
- Автор тексту пісень: Михайло Ткач
- Звукооператор: Едуард Гончаренко
- Режисер: В. Вінніков
- Оператор: О. Баташов
- Режисер монтажу: Клавдія Алєєва
- Художники по костюмах: Віолетта Ткач, Т. Крапивна
- Художник по гриму: В'ячеслав Лаферов
- Художній керівник: Сергій Сміян
- Редактори: Василь Решетников, Валентина Проценко
- Директор картини: Серафима Беніова

## Україномовний дубляж
Фільм дубльовано українською в радянські часи.[джерело?]